# Ploceus sanctithomae
Ploceus sanctithomae е вид птица от семейство Ploceidae.

## Разпространение
Видът е разпространен в Сао Томе и Принсипи.